# سیارک ۱۷۷۷۶
سیارک ۱۷۷۷۶ (به انگلیسی: 17776 Troska، نامگذاری:1998FF3) هفده هزار و هفتصد و هفتاد و ششمین سیارک کشف شده‌است که در ۲۲ مارس ۱۹۹۸ کشف شد.
قدر مطلق سیارک برابر ۱۴٫۷۰ است.